# No te fallaré
No te fallaré es una película española dirigida por Manuel Ríos San Martín. Es la historia de la pandilla de los protagonistas de la serie Compañeros tres años después de terminar de estudiar el instituto.

## Reparto principal
- Antonio Hortelano como Joaquín "Quimi" Verdet.
- Eva Santolaria como Valle Bermejo.
- Fernando Guillén Cuervo como Ray.
- Sancho Gracia como Sandro.
- Manuel Feijóo como Luis Miguel "Luismi" Bárcenas.
- Kako Larrañaga como Manny.
- Melani Olivares como Paz.

## Reparto Secundario
- Lara de Miguel como Sara Antón.
- Nicolás Belmonte como Eloy Rubio.
- Virginia Rodríguez como Isabel Arbueso.
- Julián González como César Vallalta.
- Ruth Núñez como Tanja Mijatovic.
- Pau Cólera como Chava.
- Cristina Brondo como María.
- Blas Moya como Fede.
- Miguel Rellán como Félix Torán.
- María Garralón como Rocío Fuentes.
- Pepo Oliva como Luis Bermejo.
- Tina Sáinz como Teresa "Tere" Roncesvalles.
- Tito Augusto como Ignacio "Nacho" Barahona.

## Sinopsis
La película comienza con los alumnos del Azcona, quienes celebran el haber terminado sus estudios. Todos deciden ir a disfrutarlo a una playa, en donde Quimi descubre que hay una especie de precipicio, del cual decide lanzarse, seguido poco después por sus compañeros, en dicho precipicio, todos juran permanecer siempre juntos y no cambiar su forma de ser, al momento de lanzarse al mar, César resbala y queda al borde del abismo, al Valle tratar de ayudarle, él cae al mar, cayendo sobre una enorme boya de metal, quedando tetrapléjico. Ese hecho, los marca y los tortura de manera permanente. El resto de los compañeros siempre señalaron a Valle como la principal causante de lo que ocurrió.
Han pasado tres años, Valle es una exuberante bailarina en una discoteca, donde se desempeña como gogó, allí un mafioso llamado Sandro, le introduce dinero en su falda, Valle se molesta por el hecho, y golpea a Sandro. Allí comienzan los problemas para Valle. Todos los antiguos compañeros se reúnen en el colegio, para hablar sobre sus vidas, ¿Qué ha pasado?, ¿Qué están haciendo?... Quimi se sorprende al ver que Luismi ahora es profesor del mismo colegio donde él estudió. Sara está embarazada. Valle logra encontrarse nuevamente con Quimi en el colegio, pero... Las cosas, ya no son las mismas: Quimi ahora tiene una novia, un trabajo en un restaurante, y ha olvidado un poco el "desguace", mientras que Valle anda enrollada con Ray, un mafioso disfrazado de pintor y coleccionista de arte.
Los compañeros siempre se sienten mal al tocar el tema de César, por lo que siempre que es mencionado, se nota que ninguno quiere hablar sobre él. Luismi enfrenta a Quimi reclamándole, y acusándolo de cobarde, por haber abandonado el grupo cuando ocurrió lo de César. Luismi le dice una frase que -literalmente- golpea a Quimi contra la pared: "Algún día tendrás que crecer, Quimi", desde ese entonces, él comienza a ayudar a Luismi con César, aunque con poca paciencia, pero con mucho cariño hacia su amigo. Durante la reunión en el colegio, Luismi menciona a César, y todos se incomodan, al punto de que Tanja se molestó, diciéndoles que no quería volver a verlos en su vida. Es la última vez que la ven.
Valle se encuentra cada día más metida en el mundo de las drogas y mafias, le dice a Isabel que piensa abandonar la carrera y dejar la casa de sus padres. Isabel le aconseja que no lo haga, pero... Ella está a punto de acabar consigo misma. Empieza a perder el control sobre sí misma, al -por ejemplo- colocarse en lo más alto de una discoteca, para que todos la observaran bailar, pero... Logra divisar a lo lejos a Quimi, y cae sentada, hundiéndose en su propia tristeza.
Quimi al ver el abismo en el cual ella está cayendo, decide rescatarla, ella le relata lo que sucedió, y él logra entender que no fue su culpa, trata de consolarle y explicárselo, luego, ambos logran escapar de ese terrible mundo con la ayuda de Luismi, sorteando muchos peligros. Al final, Valle decide visitar a César, quien le sonríe y le escribe con letras de "Scrabble" la palabra "PLAYA" (En referencia a aquel día). Ella le sonríe en respuesta, dándose a entender que no había nada que perdonarse, puesto que fue un accidente, y a final de cuentas, eran amigos.
Y así, todos (incluyendo César) nuevamente regresan a la misma playa donde empezó todo hace tres años, permaneciendo juntos, como lo que nunca debieron haber dejado de ser: Compañeros.

## Curiosidades

### Lugares de rodaje
- Rodada entre Musques (Vizcaya) y Madrid.
- Se hicieron muchas escenas peligrosas como una persecución el paseo de la Castellana de Madrid o una escena donde lanzan al doble de Antonio Hortelano por un acantilado de 18 metros.[3] Además, introdujo una cámara pionera en la escena mencionada con una WESCAM que, según Ríos San Martín, "solo había dos en Europa".

### Éxito de taquilla
- En su primer fin de semana de exhibición consiguió 990.000 € convirtiéndose en la película más vista del año con 225.000 espectadores.

- El DVD de "No Te Fallaré", salió a la venta en julio de 2003.[4]

- Recaudó 3.167.024,64 €[5] siendo la quinta más taquillera, superada por Los Otros, Torrente 2, misión en Marbella, Juana la Loca, Lucía y el sexo.

### Detalles de la película
- El Descapotable rojo que Valle conduce a la mitad de la película, es de la marca MG, mientras que las joyas que utiliza a lo largo del film, son de Bvlgari.

- Durante la reunión en el colegio, puede observarse en una pared, un póster del grupo N-Sync (de moda en aquella época), donde abajo se lee "BRAVO" (Bravo, es una de las principales revistas juveniles de España), dicha revista siempre le dio mucha cobertura tanto a la serie como a la película.

- En la película, después de 3 años, se afirma que Marisa está cuidando del hijo de Isabel y Eloy, cuando en la serie dicen que murió un año después de la graduación. Esta película fue estrenada en 2000. Marisa muere en la novena temporada de Compañeros, que fue emitida en el año 2002.

- En la película, César aparece tetrapléjico y sin poder hablar claramente. En las dos últimas temporadas de Compañeros, que siguen el hilo temporal que dejó la séptima temporada, César aparece paralítico pero pudiendo hablar lucidamente.

- Pedro Casablanc hace una efímera participación en la película interpretando a "Ruso" el mismo personaje que interpretaba en aquella época en la serie de televisión Policías, en el corazón de la calle. Este actor también llegó a interpretar en la serie Compañeros al padre de César.

- Melani Olivares interpreta a Paz, personaje muy parecido al que luego interpretara en la serie Aída también llamado Paz.

### Actores
El éxito de la serie dio lugar a que se rodase una película basada en ella y protagonizada por los líderes de la primera pandilla Quimi (Antonio Hortelano) y Valle (Eva Santolaria) acompañados por algunos actores conocidos como Sancho Gracia, Fernando Guillén Cuervo, Kako Larrañaga o Melani Olivares.
La mayoría de los actores de la serie colaboraron con pequeños papeles. Es el caso de Manuel Feijóo, Lara de Miguel, Julián González, Virginia Rodríguez, Ruth Núñez, Nicolás Belmonte, María Garralón, Tina Sáinz, Miguel Rellán, Blas Moya, Irene García, Tito Augusto, Vanessa de Frutos o Pilar Punzano.

### Equipo técnico[6]
El equipo de la película está compuesto en gran parte por los mismos profesionales de la serie. Así, Manuel Ríos San Martín es el director y principal guionista junto a Nuria Bueno.
- Director de Producción - Eduardo Santana

- Director de Fotografía - Tote Trenas Fernández

- Ayudante de Dirección - Fernando Izquierdo

- Director Artístico - Fernando González

- Montaje - Fernando Pardo

- Música - Daniel Sánchez de la Hera

- Sonido - Wildtrack

- Mezclas - Patrick Ghislain

- Estilismo - T-vis-T

- Maquillaje - Lourdes Briones

- Peluquería - Manolo Carretero

- Director de Reparto - Luis San Narciso

### Banda sonora original
- El tema principal de la banda sonora de la película, "Al final", está interpretada por el dúo Amaral, que también intervino en dos episodios de la sexta temporada de la serie interpretando temas de su segundo álbum cuando aún no eran conocidos.

- El resto de canciones corren a cargo del grupo Dover con canciones como "Angelus", "The Morning After" o "Sick Girl", entre otras.

- La Banda sonora original (O Soundtrack), contiene una canción del grupo venezolano "Los Amigos Invisibles"